# Oko proroka (film)
Oko proroka – polsko-bułgarski film przygodowy z roku 1982 w reżyserii Pawła Komorowskiego, zrealizowany na podstawie powieści Oko proroka, czyli Hanusz Bystry i jego przygody Władysława Łozińskiego.

## Fabuła
Akcja filmu toczy się w pierwszej połowie XVII wieku na południowo-wschodnich rubieżach Rzeczypospolitej. Marek Bystry trafia do tureckiej niewoli i zostaje sprzedany do katorżniczej pracy w kopalni. Jego kilkunastoletni syn Hanusz postanawia wykupić ojca z jasyru. W wyniku dramatycznego przypadkowego splotu okoliczności, zaprzyjaźnieni Kozacy powierzają mu bezcenny diament „Oko Proroka”. Prześladowany przez złego Kajdasza i chciwego kupca ormiańskiego Kara Mordacha, pragnących zagrabić wspaniały klejnot, Hanusz wędruje przez Bułgarię znajdującą się pod jarzmem tureckim. Nim osiąga swój cel, czyha na niego wiele niebezpieczeństw, których unika dzięki pomocy życzliwych mu ludzi.

## Obsada
- Lubomir Cwetkow jako Hanusz Bystry
- Elżbieta Karkoszka jako matka Hanusza
- Edward Linde-Lubaszenko jako Marek Bystry, ojciec Hanusza
- Zbigniew Borek jako kozak Semen Bedryszko
- Franciszek Trzeciak jako Węgier Kajdasz
- Djoko Rosić jako Kara Mordach
- Andrzej Balcerzak jako kupiec Heliasz (dubbing: Gustaw Lutkiewicz)
- Adam Probosz jako jego syn Urbanek
- Henryk Bista jako podstarości
- Zbigniew Kłopocki jako rajca Spytek
- Jerzy Nowak jako kupiec Jost Fok
- Krzysztof Litwin jako kupiec Grygier
- Monika Malik jako jego córka Marianeczka
- Józef Nalberczak jako niemy Woroba
- Wiesław Gołas jako kozak Midopak, wspólnik Semena
- Tadeusz Galia jako Ryngasz, wspólnik Semena
- Andrzej Kozak jako ojciec Benignus
- Jerzy Wasiuczyński jako kupiec Harbarasz
- Wyłczo Kamaraszew jako Murtaza-bej
- Nikoła Hadżijanew jako Dragan
- Tadeusz Szaniecki jako starosta (dubbing: Bogusz Bilewski)
- Jacek Ryniewicz
- Wiesław Sokołowski
- Maria Wiłun
- Wiesław Wójcik
- Wojciech Zagórski

## Plenery
- Sandomierz (Brama Opatowska), Sanok (Muzeum Budownictwa Ludowego).